# Iniciativa de Viagens do Hemisfério Ocidental

Logotipo da Iniciativa de Viagens do Hemisfério Ocidental pela Alfândega e Proteção de Fronteiras dos Estados Unidos

A Iniciativa de Viagens do Hemisfério Ocidental (em inglês:  Western Hemisphere Travel Initiative - WHTI) é uma lei dos Estados Unidos que exige que todos os viajantes para mostrem um passaporte válido ou outro documento aprovado seguro quando viaja para os EUA de áreas dentro do Hemisfério Ocidental. O propósito,de  acordo com o Departamento de Estado dos EUA e do Departamento de Segurança Interna dos EUA, é para fortalecer a segurança nas fronteiras e facilitar a entrada dos Estados Unidos para os legítimos cidadãos estadunidenses e visitantes estrangeiros. A iniciativa é resultado da Reforma da Inteligência e Prevenção de Terrorismo. 